# おニャン子クラブ大全集
『おニャン子クラブ大全集』（おにゃんこクラブだいぜんしゅう）は、おニャン子クラブのCD-BOX。2005年7月6日発売。発売元は、ポニーキャニオン。上巻（PCCA-2152）・下巻（PCCA-2153）の2タイトルが同時発売された。

## 解説
1980年代後半に活動した女性アイドル "おニャン子クラブ" のCD-BOX。スタジオ・アルバム5作品にライブ・アルバム1作品が収められている。また、アルバム未収録だったシングルA・B面曲も全て収録（再結成して2002年11月20日にリリースした「ショーミキゲン／同級生」も含まれる）。そのほか、同グループからソロ・デビューをした際、その歌手名義に "おニャン子クラブ" が付加されたものも一部、対象作品として収録された。
上巻・下巻とも、各4枚組仕様。
- 上巻Disc 1からDisc 3は、1985年7月から1986年7月までの1年間に発売されたスタジオ・アルバム3タイトルとアルバム未収録のシングル関連曲、ボーナス・トラック的に「会員番号の唄」「新・会員番号の唄」「早口言葉でサヨナラを」を追加で収録。Disc 4は、ソロ・ユニット音源集。
- 下巻Disc 1からDisc 3は、1987年2月から1987年8月までの半年に発売されたスタジオ・アルバム2タイトル（2枚組含む）とアルバム未収録のシングル関連曲、ボーナス・トラック的に「おニャン子メッセージ」「雲の上はいつも 〜単体Version〜」を追加で収録。Disc 4は、ライヴLP「おニャン子Sailing夢工場'87LIVE」全曲に、2002年11月発売のシングル盤から2曲を追加で収録。

音源はアルバム単位で復刻されているが、CDパッケージ自体は当時のLP・CDを再現しているわけではなく、上巻・下巻とも4枚収納クリアCDケース仕様。歌詞ブックレットには、楽曲中のソロ・パートを歌うメンバーの名前が記載してあったり、会員メンバーの参加楽曲リスト、作詞・作曲者別楽曲リスト等が掲載されている。
発売に際してはデジタル・リマスタリングが実施され、高音質な音源となった。
2008年には、上巻・下巻がセットになった『おニャン子クラブ大全集 for HiQualityCD 上・下巻 限定CD-BOX』が発売された。こちらはタイトルどおり、限定生産CDである。「HiQualityCD」とは、特別なCDプレーヤーを購入することなく高音質再生が可能であるとされる「ハイ・クオリティCD」のこと。

## 収録曲

### 上巻
| CD     | KICK OFF （1985.9.21） |
| Disc.1 | 01. いじわるねDarlin’ 02. 真赤な自転車 03. シーッ!愛はお静かに・・・ 04. セーラー服を脱がさないで 05. 夏のクリスマス 06. 愛の倫理社会 07. 早すぎる世代 08. FENを聴かせて 09. LIKE A CHERRY BOY 10. 放課後に落ち込んだ少女 |
| CD     | 夢カタログ （1986.3.10） + 3 |
| Disc.2 | 01. およしになってねTEACHER 02. 星座占いで瞳を閉じて 03. シーサイド・セッション 04. 好きになってもくれない 05. LINDA 06. アレレレ 07. 恋愛御見舞申し上げます 08. アンブレラ・エンジェル 09. 窓から見てるP・T・A 10. 夢の花束 11. テディベアの頃 -少女の香り- 12. じゃあね 13. 会員番号の唄 |
| CD     | PANIC THE WORLD （1986.7.10） + 6 |
| Disc.3 | 01. 乙女心の自由型 02. KISSはMAGIC 03. 秋を待ち伏せ 04. ウィンクで殺して 05. 避暑地の森の天使たち 06. 体育館はダンステリア 07. 夏休みは終わらない 08. 明るい放課後の過ごし方 09. 国道渋滞8km 10. 瞳の扉 11. おっとCHIKAN! 12. 思い出美人 13. 早口言葉でサヨナラを 14. お先に失礼 15. プリントの夏 16. 新・会員番号の唄 |
| CD     | with おニャン子クラブ集 |
| Disc.4 | 01. 恋のチャプターA to Z 02. うしろゆびさされ組 03. 女学生の決意 04. なぜ?の嵐 05. 黄昏の孔雀 06. さよなら夏のリセ 07. 恋のカレッジリング 08. 向うDEギャルソン 09. ロマンスは偶然のしわざ 10. バナナの涙 11. あぶないサ・カ・ナ 12. バレンタイン・キッス 13. さよならは言わないで 14. おニャン子クラブのあぶな〜い捕物帳 15. 深呼吸して 16. 桜が手を振る前に 17. 立見の青春 18. 天使のボディーガード 19. モナリザのいたずら |

### 下巻
| CD     | SIDE LINE （1987.2.21） + 5 |
| Disc.1 | 01. STAND UP 02. 雨のメリーゴーランド 03. ハートに募金を 04. 星のバレリーナ 05. 春一番が吹く頃に 06. ポップコーン畑でつかまえて 07. あんまりじゃない? -恋なし子- 08. 誰のせいかな 09. あなただけ おやすみなさい 10. ワンサイド・ゲーム 11. 新・新会員番号の唄 12. 恋はくえすちょん 13. あんみつ大作戦 14. NO MORE 恋愛ごっこ 15. あなただけ おやすみなさい (single version) 16. おニャン子メッセージ |
| CD     | Circle （1987.8.5） + 1 |
| Disc.2 | 01. サークル（opening） 02. プリズム 03. 碧いスケッチ 04. 恋のミスマッチ 05. 圧巻!FLASH UP 06. ONE WAY ROAD 07. 寒い8月 08. こんな空の下で 09. 季節のノック 10. 次のページを開いて 11. 風に抱かれて 12. ちょっとほの気のタイミング 13. 雲の上はいつも 14. サークル（ending） 15. 雲の上はいつも（NO-Cross Fade Version）                                                                             |
| CD     | Circle （1987.8.5） + 4 |
| Disc.3 | 01. ONE NIGHT ONLY 02. シンデレラのシューズ 03. 真赤なミニスカート 04. 黄昏にキスをしないで 05. 雨のあやとり 06. 割ってしまった卵 07. 風の物語 08. 白いコスモスの頃 09. 未完成なジグソーパズル 10. 赤道探検隊 11. 間に合うかもしれない 12. STAGE DOOR 13. かたつむりサンバ 14. めしべとおしべ 15. ウェディングドレス 16. 私をよろしく                                                                |
| CD     | おニャン子Sailing夢工場'87LIVE （1987.6.3） + 2 |
| Disc.4 | 01. 新・新会員番号の唄 02. 深呼吸して 03. 20歳 04. ハートに募金を 05. 星のバレリーナ 06. 天使のボディーガード 07. 時の河を越えて 08. シンデレラたちへの伝言 09. TOO ADULT 10. バレンタイン・キッス 11. うしろゆびさされ組 12. かしこ 13. じゃあね 14. ショーミキゲン 15. 同級生 |

## 関連作品
- おニャン子クラブ大全集 for HiQualityCD 上・下巻 限定CD-BOX